# Silnice D111
Silnice D111 je hlavní státní silnice na ostrově Šolta v Chorvatsku, která spojuje trajektový přístav Rogač s dalšími osadami ostrova. Z Rogače trajekty Jadrolinija plují do Splitu a zpět. Silnice je dlouhá 17,8 km, její trasa začíná v Maslinici a končí v Stomorske. Tato silnice, stejně jako všechny ostatní státní silnice v Chorvatsku, je řízena a udržována chorvatským státním podnikem Hrvatske ceste.

## Trasa silnice
| D111 křižovatky/osídlené oblasti | |
| Typ                              | Poznámky |
|                                  | Maslinica Západní konec silnice.                                                                                          |
|                                  | Grohote D112 do Rogače – přístup do pevninského přístavu Split (Jadrolinija) a státní silnice D410 na Split a dálnici A1. |
|                                  | Ž6158 do Nečujamu |
|                                  | Gornje Selo |
|                                  | Stomorska Východní konec silnice.                                                                                         |